# Ascogaster lapponica
Ascogaster lapponica är en stekelart som beskrevs av Thomson 1874. Ascogaster lapponica ingår i släktet Ascogaster och familjen bracksteklar. Inga underarter finns listade.